# BYD Auto
A BYD Auto Co., Ltd. egy tőzsdén jegyzett kínai multinacionális gyártó vállalat. A BYD tulajdonosa, Wang Chuanfu által 2003-ban alapított BYD Auto személyautókat, autóbuszokat, teherautókat, elektromos kerékpárokat, targoncákat és elektromos járműakkumulátorokat gyárt. A BYD személygépkocsi-modelljei közé tartoznak az akkumulátoros elektromos járművek (BEV) és a plug-in hibrid elektromos járművek (PHEV), amelyeket Kínában új energia járművekként (NEV) ismernek. Emellett 2022-ig hagyományos belső égésű motorral hajtott járműveket is gyártott.
A BYD Auto 2003 januárjában alakult, miután a BYD 2002-ben felvásárolta a Qinchuan Automobile Companyt. Az első BYD által tervezett jármű, a BYD F3 2005-ben került gyártásba. Ez egy benzinmotoros kompakt szedán volt, amely alacsony ára miatt vált népszerűvé. A BYD Auto 2008-ban kezdte el gyártani első PHEV-jét, a BYD F3DM-et, majd 2009-ben az első sorozatgyártású BEV, a BYD e következett. A vállalat 2022 márciusában befejezte a tisztán benzinüzemű autók gyártását.
2023 novemberétől a BYD Auto a világ legnagyobb plug-in elektromos járműgyártója, miután 2022 júniusában 641 000 darab NEV (BEV és PHEV) eladással (2022 első felében) megelőzte a Teslát, miközben a BEV-ek terén még mindig lemarad a Tesla mögött. A BYD Auto 2023 első negyedéve óta a legkelendőbb autómárka is Kínában, megelőzve a Volkswagen-t, amely legalább 2008 óta birtokolta ezt a címet. 2023 szeptemberében 36%-os piaci részesedéssel rendelkezett a NEV szegmensben is. 2023 szeptemberében a vállalat az Európai Unióban, Délkelet-Ázsiában, Óceániában és Latin-Amerikában kínált személyautókat.
A vállalatra jellemző a kiterjedt vertikális integráció, amely kihasználja a BYD Csoport szakértelmét az akkumulátorok és más kapcsolódó alkatrészek, például a villanymotorok és az elektronikus vezérlők gyártásában. A csoport lítiumbányákat, lítium-feldolgozást, akkumulátorgyártást és egy saját számítógépes chipegységet működtet, biztosítva a termelési költségek, a termelési volumen ellenőrzését és rugalmasságát. 2022 első felében a BYD Company elektromos akkumulátorokkal foglalkozó részlege, a FinDreams Battery a világ harmadik legnagyobb elektromos járműakkumulátor-gyártója, globális piaci részesedése 12 százalékos volt 2022 első felében. A lítium-vas-foszfát (LFP) akkumulátorokra specializálódott. A BYD Auto az ellátási láncba is befektet, saját szállítási szolgáltatásokat működtetve az autóinak exportálásához.

## Története
A BYD Co Ltd, amely akkoriban akkumulátorgyártó volt, 2003-ban megalapította a BYD Auto-t, miután 2002-ben felvásárolt egy kis autógyártó vállalatot, a Qinchuan Machinery Works-et a Norincótól, és 1,6 milliárd hongkongi dollárt gyűjtött a hongkongi tőzsdén. A felvásárlással a BYD hozzáférhetett az autógyártási technológiához és autógyártási engedélyhez. A Qinchuan 1987 óta gyártott autókat, amikor a vállalat megkezdte a 0,5 literes (30,5 köbcentis) QJC7050 modell gyártását. Az akvizíció idején a QCJ7181 Flyer gyártása folyt, amelyet 2005-től "BYD Flyer"-re kereszteltek át.
A BYD által kifejlesztett első autót, a 316-os kódnevű modellt a kereskedők elutasították a gyenge stílusa miatt, és még a piacra kerülése előtt selejtezték. 2005. április 16-án indult el a BYD első sorozatgyártású személyautója, a BYD F3 kompakt szedán gyártása, amelynek ára 73 000 zsenminpi (kb. 10 000 amerikai dollár) volt. A Toyota Corollára hasonlító, alacsonyabb áron kínált F3 gyorsan népszerűvé vált, és az egyik legkelendőbb modell lett, több mint 63 000 eladott darabbal abban az évben. 2007. június 18-án, mindössze 20 hónappal a gyártás megkezdése után a 100 000. példány gördült le a futószalagról. Ezt a sikert követően 2007 augusztusában megkezdődött a nagyobb BYD F6 gyártása. A kezdeti BYD autók a kínai Mitsubishi Motors régebbi motorkonstrukcióival készültek, de néhány éven belül a BYD Auto saját motorokat készített a Mitsubishi Motors konstrukcióinak továbbfejlesztésével.
A 2006-os Pekingi Autókiállításon a BYD bemutatta az F3 akkumulátoros elektromos változatát, a BYD F3e-t. Az autó elektromos hatótávolsága több mint 300 km volt, és 2007-től három éven belül kellett volna gyártani. 2010 decemberében a BYD Auto vezérigazgató-helyettese, Wang Jianjun megerősítette, hogy a vállalat a töltőinfrastruktúra támogatásának hiánya miatt törölte a gyártás terveit.
2008-ban bemutatták a BYD F3 plug-in hibrid változatát mint a világ első szériamodell plug-in hibrid autóját. 2008-ra a BYD Auto két jármű-összeszerelő üzemmel rendelkezett Hszianban és Sencsenben, évi 300 000 darabos gyártási kapacitással, egy K+F és tesztelési központtal Sanghajban, valamint egy formagyárral (en:Molding (process)) Pekingben.
2010-ben a BYD Auto és a Daimler AG, amely ma Mercedes-Benz Group AG néven ismert, 50-50%-os vegyesvállalatot alapított Shenzhen BYD Daimler New Technology néven, Denza márkanévvel, hogy az új energiával működő járművek kutatására és fejlesztésére összpontosítson.
A BYD 2013 augusztusában hozta létre a Dynasty Series termékcsaládot a BYD Surui benzinmotoros BYD Qin plug-in hibrid (PHEV) változatának bemutatásával. A Qin az elöregedő BYD F3DM-et váltotta fel, és gyorsan a 2014 eleji legkelendőbb plug-in elektromos járművé vált.
A BYD Tang 2015-ben került piacra. Ugyanebben az évben a BYD volt az autópálya-jogosult könnyű haszongépjárművek (plug-in hibridek és akkumulátoros elektromos autók együttes eladásai) legkelendőbb márkája, 61 772 darab, főként plug-in hibriddel.
2016 novemberében a vállalat Wolfgang Eggert alkalmazta a BYD Auto formatervezési vezetőjeként, aki karrierjét az Alfa Romeónál, az Audinál és a SEAT-nál építette fel. Első alkotása a BYD-nél a Dynasty koncepció volt, egy elektromos SUV koncepció, amelyet a 2017-es Sanghaji Autókiállításon mutattak be.
2022 márciusában a BYD Auto befejezte a tisztán belsőégésű motoros járművek gyártását, hogy a plug-in elektromos járművekre összpontosítson.
A BYD Auto 2022 első felében mintegy 641 000 elektromos járművet értékesített, ezzel megelőzte a Teslát, és a világ legnagyobb BEV/PHEV-gyártójává vált. 2022-ben a BYD Auto lett az első autógyártó Kínában, amely egy év alatt egymillió új energiajárművet (NEV) gyártott - ez a kifejezés Kínában a BEV, PHEV és üzemanyagcellás elektromos járműveket (FCEV) jelöli. 2023 második felére a vállalat megtartja címét a világ legnagyobb PHEV és második legnagyobb BEV gyártója (a Tesla mögött), 21,4%-os, illetve 15%-os globális piaci részesedéssel. 2023. augusztus 11-én a BYD megünnepelte az 5 milliomodik NEV eladását.
2023 januárjában a BYD Auto létrehozta második prémium almárkáját Yangwang néven a Yangwang U8 plug-in hibrid elektromos luxus SUV és a Yangwang U9 elektromos szuperautó bevezetésével. 2023 júniusában a vállalat tovább bővítette márkakínálatát a Fangchengbao márka bevezetésével, amely a terepjárókra összpontosít.
2023-ban a BYD Auto akkumulátor részlege, a FinDreams közös vállalatot hozott létre az elektromos triciklikről és elektromos robogókról leginkább ismert Huaihai Holding Grouppal, azzal a szándékkal, hogy létrehozza a világ legnagyobb nátriumion-akkumulátor-szállítóját.

## Identitás
A BYD Auto eredeti logóját 2003 és 2007 között használta. A vállalat szerint a kék és a fehér szín az eget, illetve a felhőket jelképezi. A logót kritizálták a BMW kör alakú körképhez való hasonlósága miatt. A BYD F1 (később F0-ra átnevezve) bevezetésével az anyavállalat által használt logóra cserélték.
2021. január 1-jén a BYD Auto új márkajelzésű logódizájnt fogadott el. A BYD többi üzletága megtartotta a régebbi logót.
2022. február 17-én a BYD Auto logóját kissé átdolgozták, kisebb szélességgel, hogy kövesse a grafikai tervezési trendeket, egybeesve az új BYD céglogó bevezetésével.

A BYD Tang második generációjának megjelenése óta a BYD Auto elkezdte átvenni a "Build Your Dreams" identitást a járművei hátsó jelvényein, felváltva a szokásos ovális BYD logót. A jelvényt az exportpiacokon 2023. augusztus végéig megtartották, amikor a vállalat bejelentette, hogy az exportpiacokon a kritikák miatt a jelvényt elhagyják a hárombetűs BYD logó javára.

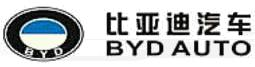
A logó 2003 és 2007 között
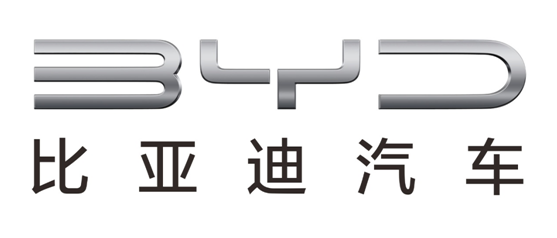
A logó 2021 és 2022 között (szélesebb, mint a jelenlegi logó)
Jelenlegi logó (2022 óta)

## Globális terjeszkedés
2009-ben a BYD elkezdett autókat exportálni Afrikába, Dél-Amerikába és a Közel-Keletre, ahol autói a minőség helyett az árral versenyeztek. 2020 óta a BYD az elektromos járműveket előtérbe helyezve gyorsan kezdte el globális jelenlétének bővítését. A vállalat 2023 első félévében több mint 74 000 darab új energiahajtású személygépkocsit exportált, ami több mint 300%-os növekedést jelent az előző évhez képest. 2023-tól a BYD Auto járműveit a világ több mint 70 országában értékesítik.
2022-től a BYD vállalta, hogy több akkumulátoros elektromos személyautó modellből jobbkormányos változatot gyárt a baloldali közlekedést használó országokba, például Ausztráliába történő exportra. Ezek közé tartoznak a BYD harmadik generációs platformjával (e-Platform 3.0) ellátott újabb modellek, mint például az Atto 3, a Dolphin és a Seal. A Dolphin esetében a vállalat a kisautó átfogó átdolgozását is elvégezte, hogy az Euro NCAP-nál és az ausztrál NCAP-nál maximális minősítést érjen el.

### Európa

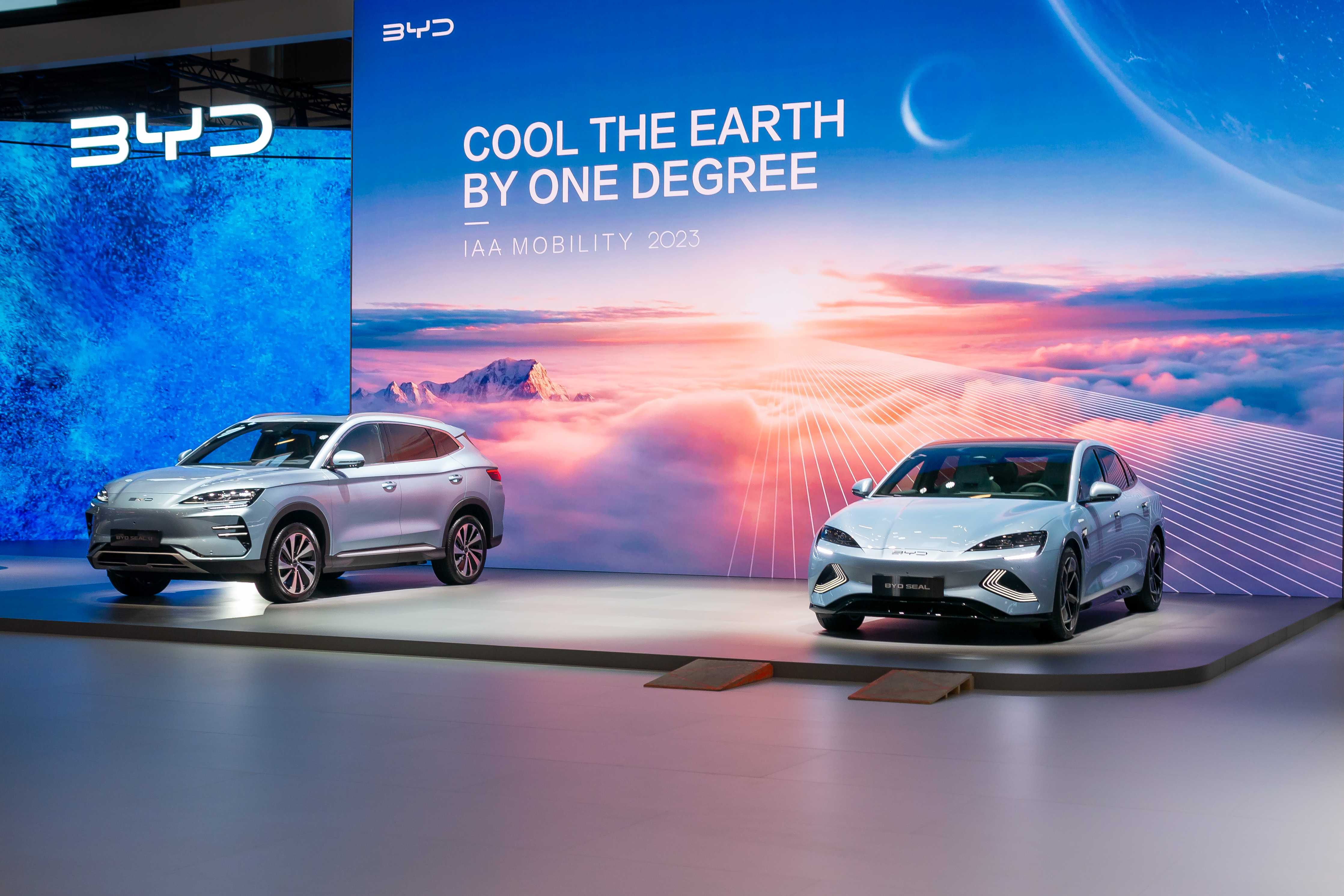
A BYD standja az IAA 2023-as csúcstalálkozón, München, Németország

2020 májusában a BYD bejelentette, hogy személyautókat kínál Európában, kezdve Norvégiával. A kezdeti termékek között szerepeltek a BYD Tang és a haszongépjárművek.
2022-ben a BYD Auto megkezdte személyautóinak értékesítését Dániában, Svédországban, Hollandiában, Németországban, Franciaországban és Belgiumban. Németországban és Svédországban a BYD modelleket a Hedin csoporttal együttműködve értékesítik. 2022 októberében a BYD a Denzel csoportot nevezte ki ausztriai forgalmazójává.
2023 márciusában a BYD belépett az Egyesült Királyság piacára az Atto 3 bevezetésével.

#### BYD Auto Hungary Kft.
A BYD megépíti első európai személygépkocsi gyárát Szegeden, ahol új energiahajtású járműveket fog gyártani, több mint 100 000 jármű éves kapacitással. A tervet 2023 decemberében jelentették be.

## Termékek

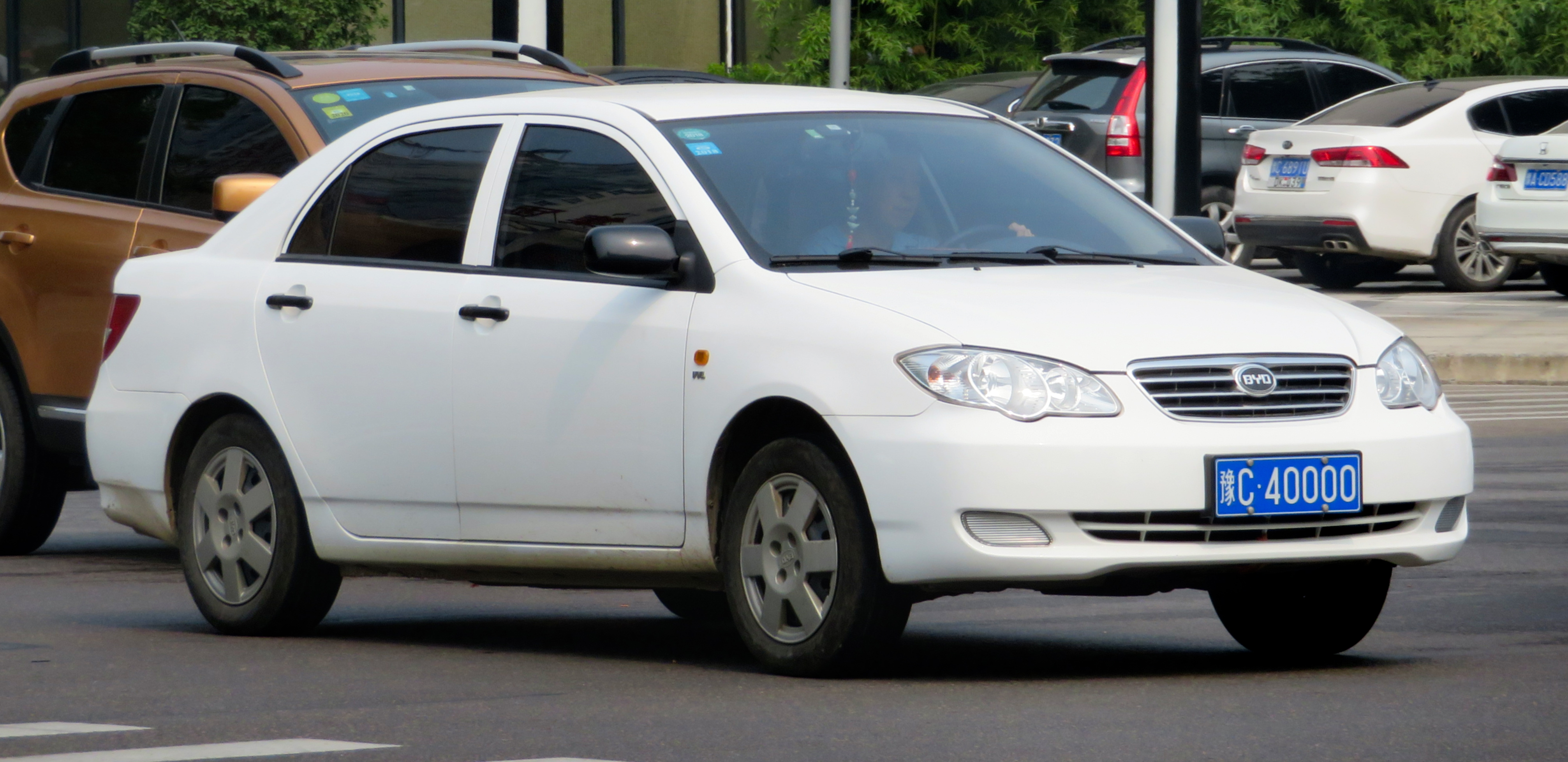
BYD F3, a BYD Auto által tervezett első jármű (2009)
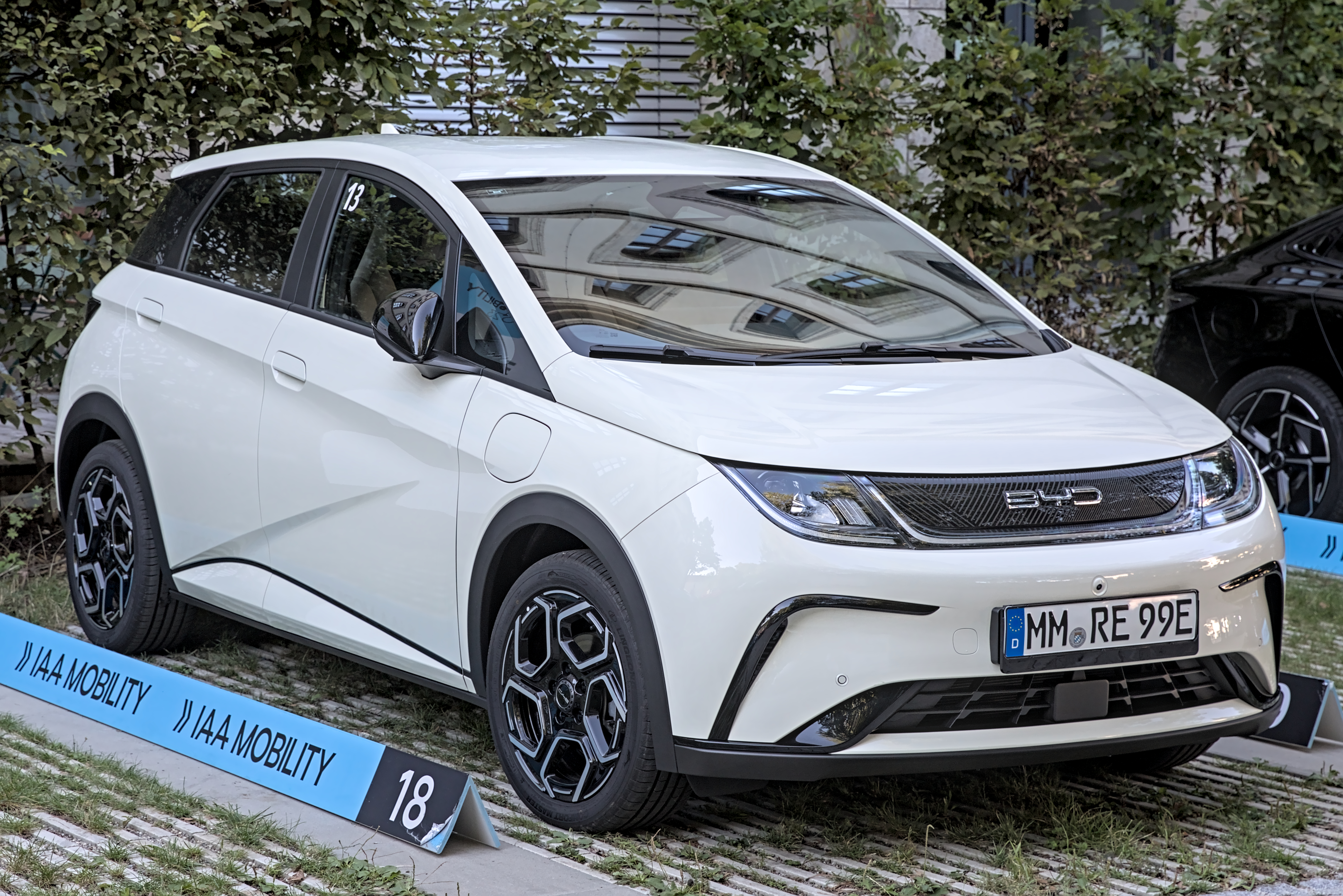
BYD Dolphin
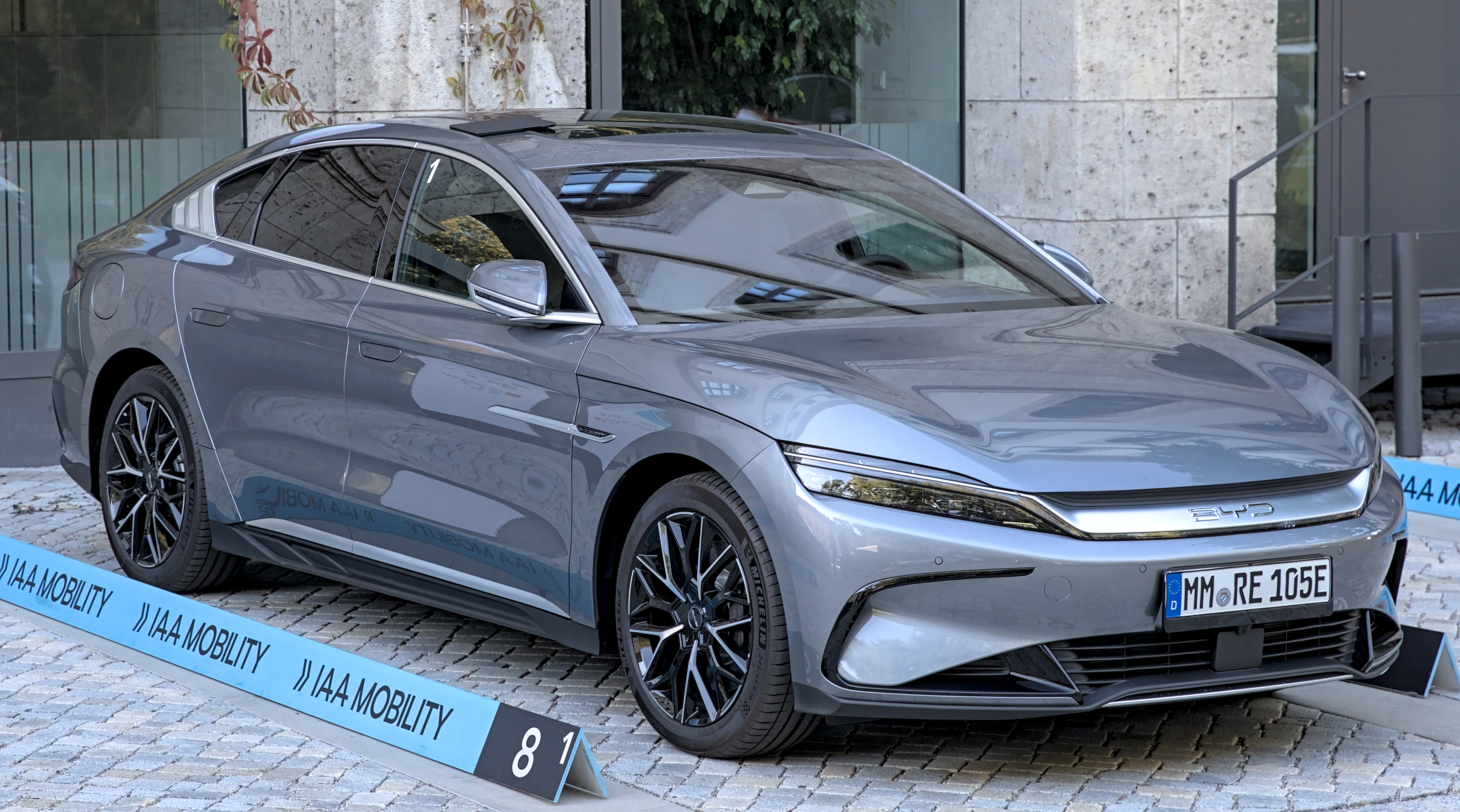
BYD Han EV
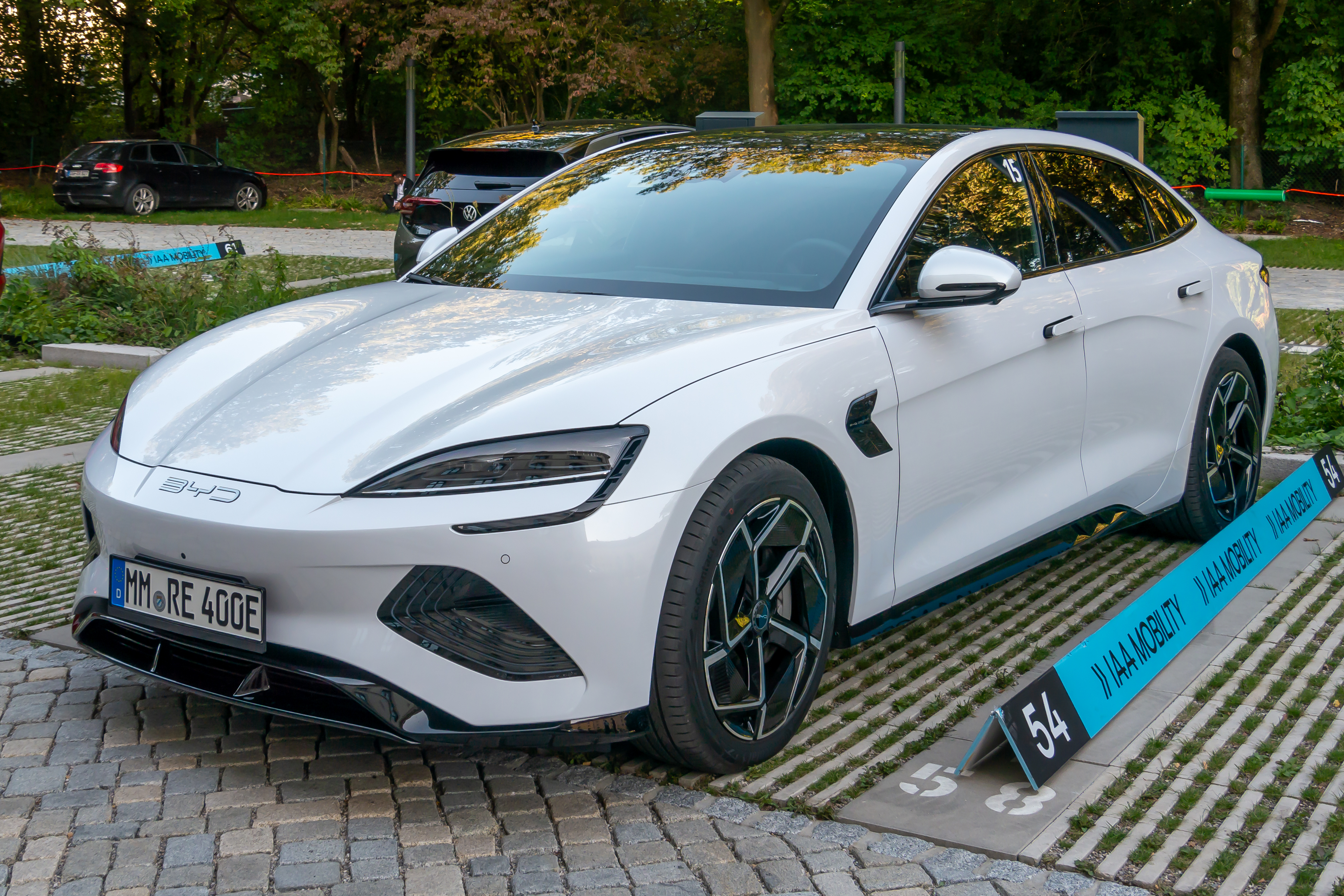
BYD Seal
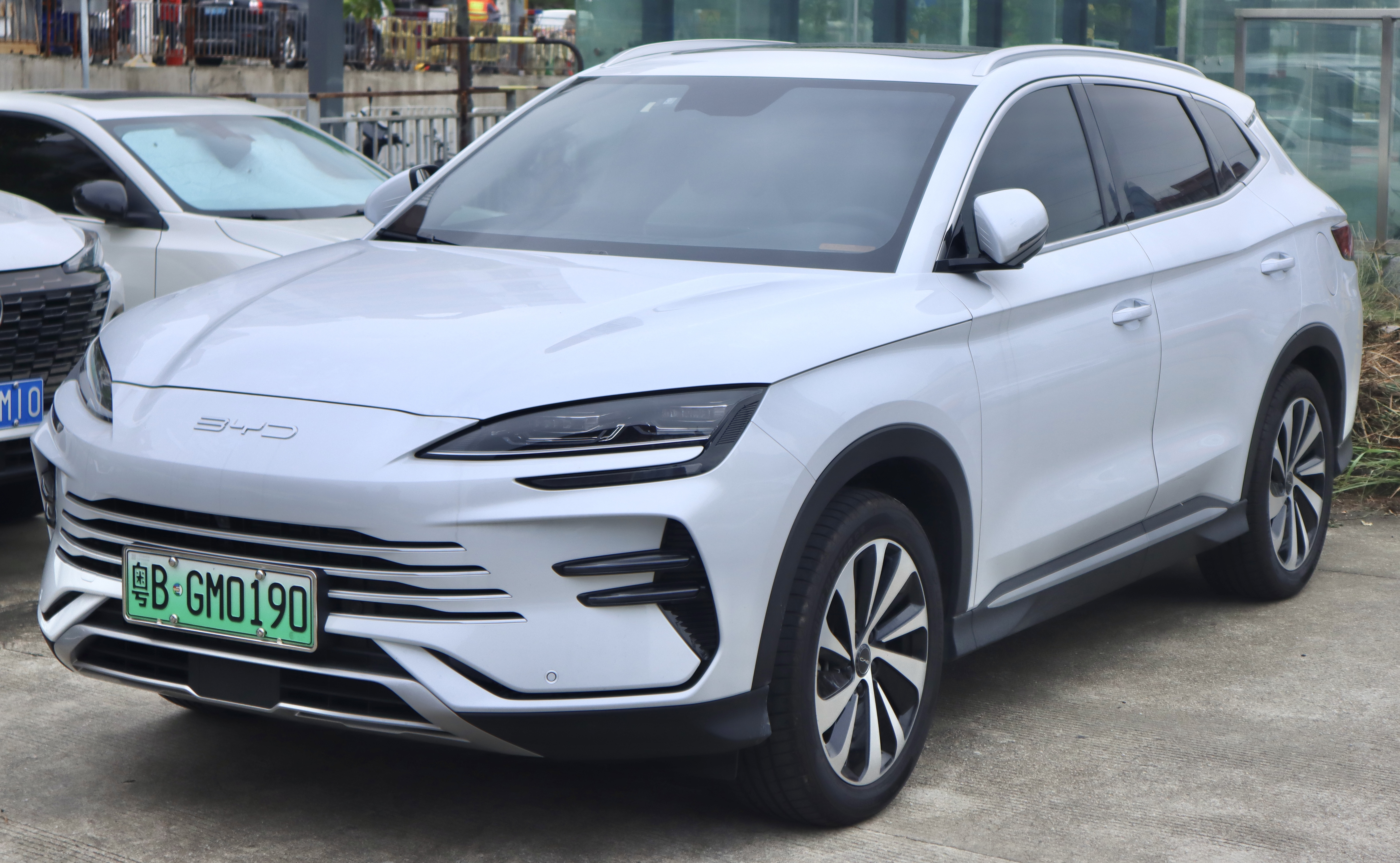
BYD Song Plus

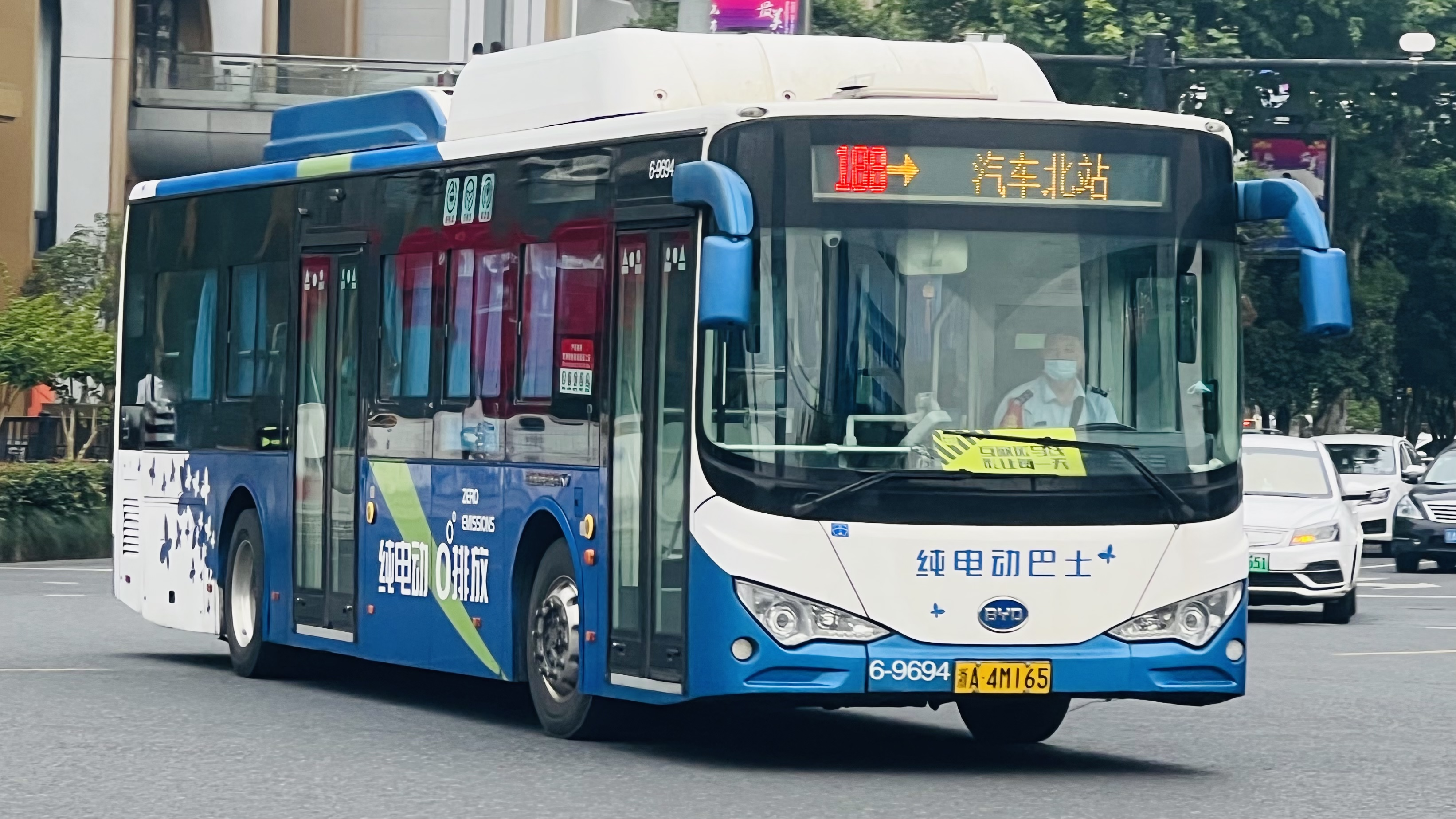
BYD K9
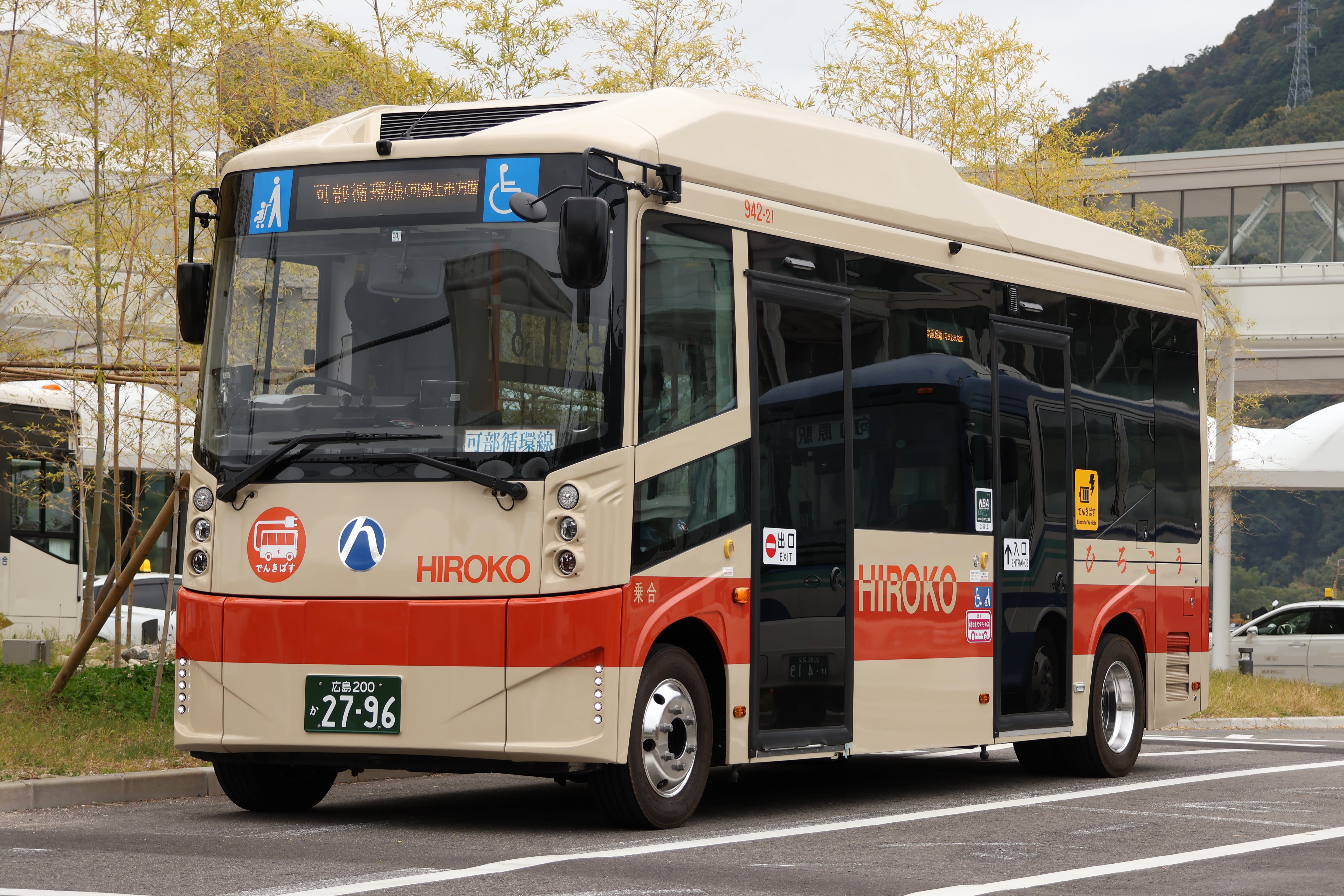
BYD J6
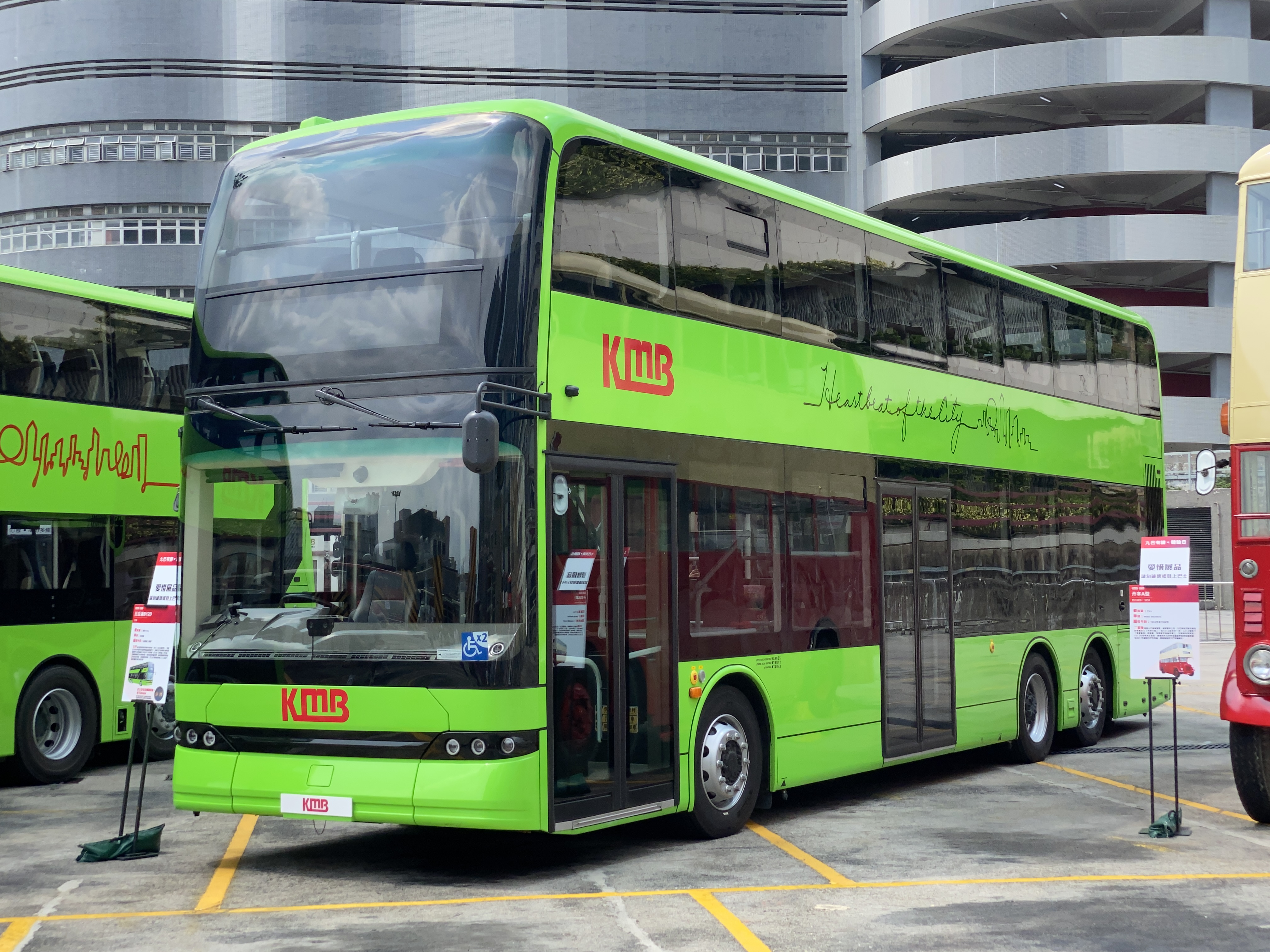
BYD B12D
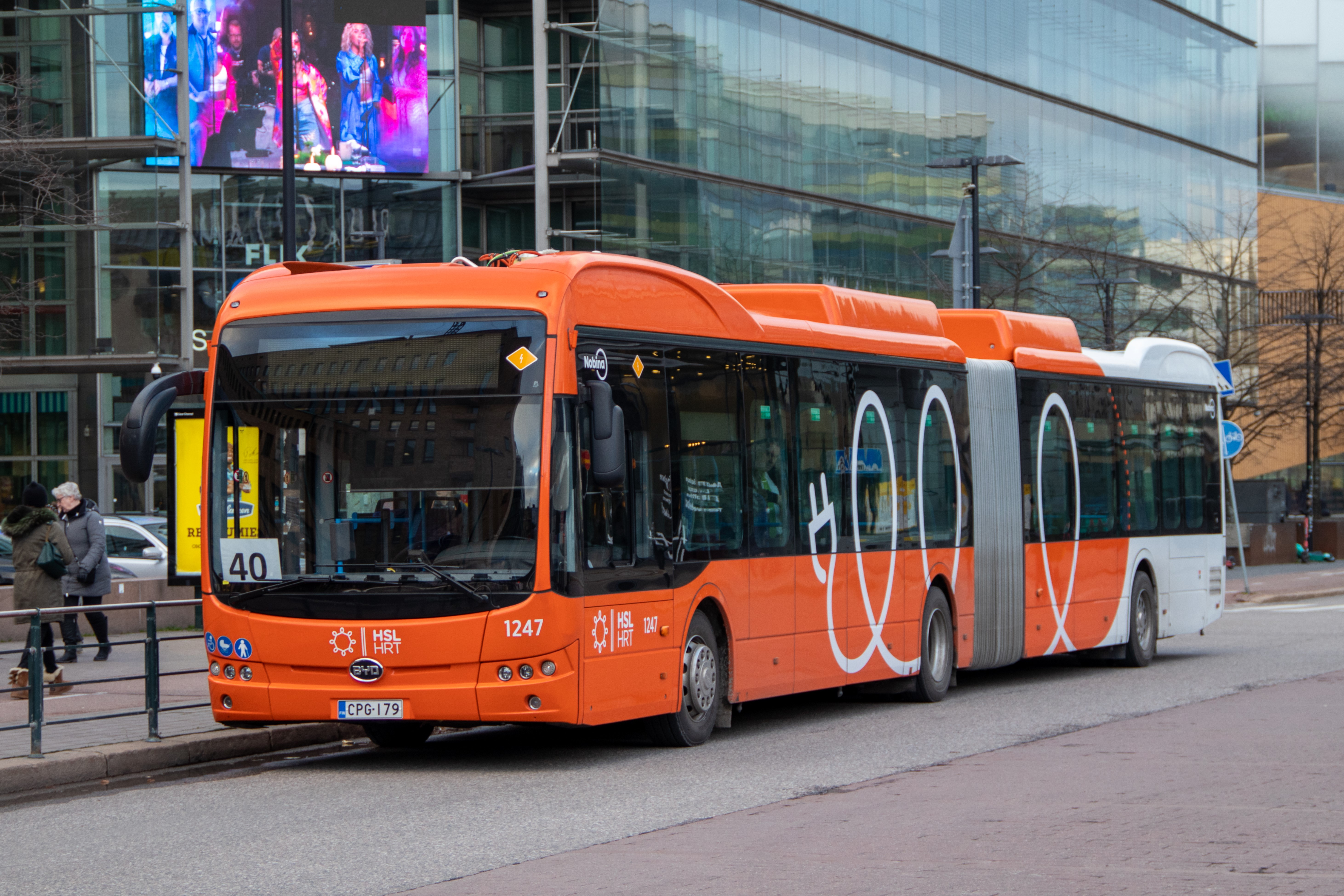
BYD K széria
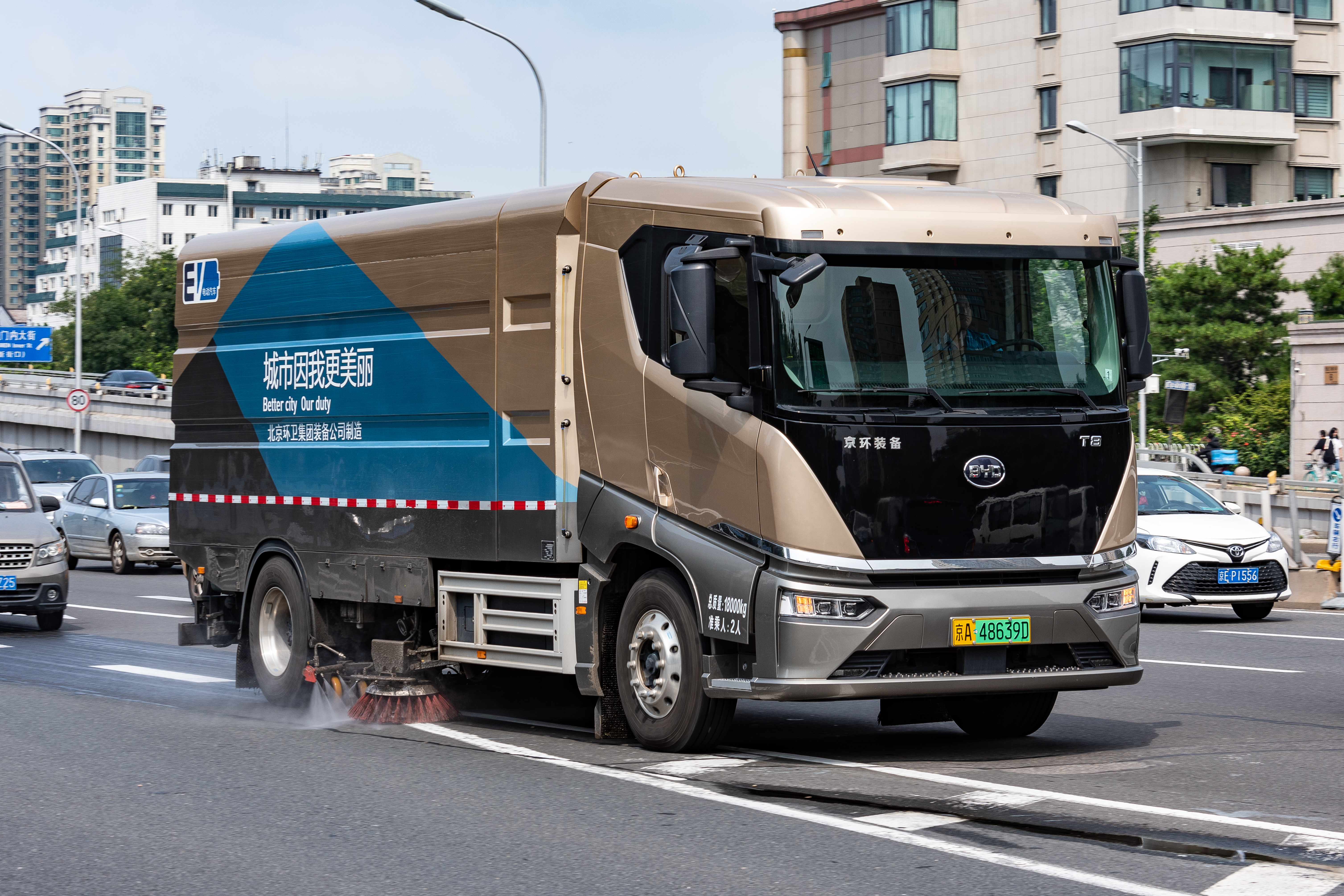
BYD T8